# Браян Браун
Браян Браун (англ. Bryan Brown; нар. 23 червня 1947, Сідней) — австралійський актор.

## Біографія
Браян Браун народився 23 червня 1947 року в місті Сідней, Австралія. Батько Джон — піаніст, мати Моллі — домогосподарка. Виріс в південно-західному передмісті Сіднея — Бенкстауні, працювати почав страховим агентом в компанії AMP Limited. Пізніше почав виступати в аматорських виставах, де і виявив пристрасть до акторства.

## Кар'єра
У 1964 році Браун вирушив до Англії, де почав грати невеликі ролі в театрі «The Old Vic», пізніше повернувся до Австралії і став членом Сіднейського театру «Genesian». У 1977 році він вперше дебютував в кіно у фільмі «Любовні листи з Теральбскої дороги». Браян ще протягом двох років продовжував зніматися в австралійських фільмах. У 1980 році Браун стає відомим і для міжнародної аудиторії зігравши роль у фільмі «Правопорушник Морант». Також Браян запам'ятався в телесеріалі «Ті, що співають у терні» (1983). Пізніше він знімався у фільмах «Тайпан» з Джоан Чень, «Горили в тумані» з Сігурні Вівер, «Коктейль» з Томом Крузом, «Ілюзії вбивства» та «Ілюзії вбивства 2» з Браяном Деннехі.
У 1989 році Браун був введений в Зал Слави Логі (англ. Logie Hall of Fame). У 1980 році здобув нагороду Австралійського фільмографічного Інституту (англ. Australian Film Institute) за найкращу другорядну роль у фільмі «Правопорушник Морант» і в 1999 році за роль у фільмі «Пальці віялом».
У 2005 році Браун став членом Ордена Австралії (AM) за заслуги перед суспільством, надання допомоги і підтримки сім'ям і молодим людям через благодійні організації та за допомогу в розвитку австралійського кіно та телевізійної індустрії.

## Особисте життя
16 квітня 1983 року Браун одружився з акторкою Рейчел Ворд. У пари народилися троє дітей — доньки Розі (1984) і Матильда (1987) та син Джо (1992).

## Вибрана фільмографія
| Рік  |    | Українська назва                    | Оригінальна назва                              | Роль                                  |
| ---- | -- | ----------------------------------- | ---------------------------------------------- | ------------------------------------- |
| 1977 | кф | Любовні листи з Теральбської дороги | The Love Letters from Teralba Road             | Лен                                   |
| 1980 | ф  | Правопорушник Морант                | Breaker Morant                                 | Пітер Гендкок                         |
| 1983 | с  | Ті що співають у терні              | The Thorn Birds                                | Люк О'Ніл                             |
| 1984 | тф | Кім                                 | Kim                                            | Махбуб Алі                            |
| 1986 | ф  | Тай-Пен                             | Tai-Pan                                        | Дірк Струан                           |
| 1986 | ф  | Ілюзія вбивства                     | F/X                                            | Роллі Тайлер                          |
| 1987 | ф  | Ширалі                              | The Shirali                                    | Маколі                                |
| 1987 | ф  | Хороша дружина                      | The Good Wife                                  | Сонні Гіллс                           |
| 1988 | ф  | Коктейль                            | Cocktail                                       | Даг Коглін                            |
| 1988 | ф  | Горили в тумані                     | Gorillas in the Mist: The Story of Dian Fossey | Боб Кемпбелл                          |
| 1991 | ф  | Ілюзія вбивства 2                   | F/X 2                                          | Роллі Тайлер                          |
| 1992 | ф  | В усьому винен посильний            | Blame It On The Bellboy                        | Майк Лотон / Чарлтон Блек             |
| 1993 | тф | Епоха зради                         | Age of Treason                                 | Маркус Дідіус Фалко                   |
| 1997 | тф | 20 000 льє під водою                | 20,000 Leagues Under the Sea                   | Нед Ленд                              |
| 1999 | ф  | Пальці віялом                       | Two Hands                                      | Пандо                                 |
| 1999 | тф | Подорож до центру Землі             | Journey to the Center of the Earth             | Каспер Гастінгс                       |
| 2000 | тф | На останньому березі                | On the Beach                                   | доктор Джуліан Осборн                 |
| 2004 | ф  | А ось і Поллі                       | Along Came Polly                               | Леланд Ван Лью                        |
| 2005 | тф | Пригоди «Посейдона»                 | The Poseidon Adventure                         | Джеффрі Ерік Андерсон                 |
| 2008 | ф  | Австралія                           | Australia                                      | Леслі Корні                           |
| 2009 | ф  | Красива Кейт                        | Beautiful Kate                                 | Брюс Кендалл                          |
| 2014 | ф  | Вбий мене тричі                     | Kill Me Three Times                            | Брюс Джонс                            |
| 2016 | ф  | Боги Єгипту                         | Gods of Egypt                                  | Осіріс, бог потойбіччя                |
| 2016 | ф  | Світло між двох океанів             | The Light Between Oceans                       | Септімус Поттс                        |
| 2018 | мф | Кролик Петрик                       | Peter Rabbit                                   | містер Кролик, батько Петрика (голос) |
| 2019 | ф  | Палм-Біч                            | Palm Beach                                     | Френк                                 |
| 2023 | ф  | Будь-хто, крім тебе                 | Anyone But You                                 | Роджер                                |